# Màxims golejadors del campionat argentí de futbol
Llista amb els màxims golejadors del campionat argentí de futbol.

## Època amateur
No hi ha informació del període 1891-1903.
| Any      | Jugador                                            | Club                                            | Gols  |
| -------- | -------------------------------------------------- | ----------------------------------------------- | ----- |
| 1904     | Alfredo Brown                                      | Alumni                                          | 11    |
| 1905     | Tomás González Carlos Lett                         | Estudiantes (BA) Alumni                         | 12 12 |
| 1906     | Eliseo Brown P. Hooton Henry Lawrie Carlos Whalley | Alumni Quilmes Lomas Athletic Belgrano Athletic | 8 8 8 |
| 1907     | Eliseo Brown                                       | Alumni                                          | 24    |
| 1908     | Eliseo Brown                                       | Alumni                                          | 19    |
| 1909     | Eliseo Brown                                       | Alumni                                          | 17    |
| 1910     | Arnold Watson Hutton                               | Alumni                                          | 13    |
| 1911     | Ricardo Malbrán E. E. Lett Antonio Piaggio         | San Isidro Alumni Porteño                       | 10    |
| AAF 1912 | Alberto Ohaco                                      | Racing Club                                     | 9     |
| FAF 1912 | Ernesto Colla                                      | Independiente                                   | 12    |
| AAF 1913 | Alberto Ohaco                                      | Racing Club                                     | 20    |
| FAF 1913 | Guillermo Dannaher                                 | Argentino de Quilmes                            | 16    |
| AAF 1914 | Alberto Ohaco                                      | Racing Club                                     | 20    |
| FAF 1914 | Norberto Carabelli                                 | Hispano Argentino                               | 11    |
| 1915     | Alberto Ohaco                                      | Racing Club                                     | 31    |
| 1916     | Mario Hiller                                       | GEBA                                            | 16    |
| 1917     | Alberto Marcovecchio                               | Racing Club                                     | 18    |
| 1918     | Alberico Zabaleta                                  | Racing Club                                     | 13    |
| AAF 1919 | Alfredo Garassino Alfredo Martín                   | Boca Juniors                                    | 6     |
| AAm 1919 | Alberto Marcovecchio                               | Racing Club                                     | 16    |
| AAF 1920 | Fausto Lucarelli                                   | Banfield                                        | 15    |
| AAm 1920 | Santiago Carreras                                  | Vélez Sársfield                                 | 19    |
| AAF 1921 | Guillermo Dannaher                                 | Huracán                                         | 23    |
| AAm 1921 | Alberico Zabaleta                                  | Racing Club                                     | 32    |
| AAF 1922 | J. Clarke Domingo Tarasconi                        | Sportivo Palermo Boca Juniors                   | 11 11 |
| AAm 1922 | Manuel Seoane                                      | Independiente                                   | 55    |
| AAF 1923 | Domingo Tarasconi                                  | Boca Juniors                                    | 40    |
| AAm 1923 | M. Barceló                                         | Racing Club                                     | 15    |
| AAF 1924 | Domingo Tarasconi                                  | Boca Juniors                                    | 16    |
| AAm 1924 | Fausto Lucarelli Luis Ravaschino                   | Sportivo Buenos Aires Independiente             | 15    |
| AAF 1925 | José Gaslini                                       | Chacarita Juniors                               | 16    |
| AAm 1925 | Alberto Bellomo                                    | Estudiantes de La Plata                         | 16    |
| AAF 1926 | Roberto Cherro                                     | Boca Juniors                                    | 20    |
| AAm 1926 | Manuel Seoane                                      | Independiente                                   | 29    |
| 1927     | Domingo Tarasconi                                  | Boca Juniors                                    | 32    |
| 1928     | Roberto Cherro                                     | Boca Juniors                                    | 32    |
| 1929     | José Cortecce Manuel Seoane                        | San Lorenzo Independiente                       | 13    |
| 1930     | Roberto Cherro                                     | Boca Juniors                                    | 37    |

## Època professional
| Any                | Jugador                                            | Club                                         | Gols     | Partits  |
| ------------------ | -------------------------------------------------- | -------------------------------------------- | -------- | -------- |
| 1931               | Alberto Zozaya                                     | Estudiantes                                  | 33       | 34       |
| 1932               | Bernabé Ferreyra                                   | River Plate                                  | 43       | 35       |
| 1933               | Francisco Varallo                                  | Boca Juniors                                 | 34       | 34       |
| 1934               | Evaristo Barrera                                   | Racing Club                                  | 34       | 39       |
| 1935               | Agustín Cosso                                      | Vélez Sársfield                              | 33       | 34       |
| 1936               | Evaristo Barrera                                   | Racing Club                                  | 33       | 35       |
| 1937               | Arsenio Erico                                      | Independiente                                | 47       | 34       |
| 1938               | Arsenio Erico                                      | Independiente                                | 43       | 34       |
| 1939               | Arsenio Erico                                      | Independiente                                | 40       | 34       |
| 1940               | Delfín Benitez · Isidro Lángara                    | Racing Club San Lorenzo                      | 33 33    | 34 34    |
| 1941               | José Canteli                                       | Newell's Old Boys                            | 30       | 30       |
| 1942               | Rinaldo Martino                                    | San Lorenzo                                  | 25       | 30       |
| 1943               | Luis Arrieta · Ángel Labruna · Raúl Frutos         | Lanús River Plate Platense                   | 23 23 23 | 30 30 30 |
| 1944               | Atilio Mellone                                     | Huracán                                      | 26       | 30       |
| 1945               | Ángel Labruna                                      | River Plate                                  | 25       | 30       |
| 1946               | Mario Boyé                                         | Boca Juniors                                 | 24       | 30       |
| 1947               | Alfredo Di Stéfano                                 | River Plate                                  | 27       | 30       |
| 1948               | Benjamín Santos                                    | Rosario Central                              | 21       | 30       |
| 1949               | Llamil Simes · Juan José Pizzuti                   | Racing Club Banfield                         | 26 26    | 34 34    |
| 1950               | Mario Papa                                         | San Lorenzo                                  | 24       | 34       |
| 1951               | Santiago Vernazza                                  | River Plate                                  | 22       | 24       |
| 1952               | Eduardo Ricagni                                    | Huracán                                      | 28       | 34       |
| 1953               | Juan José Pizzuti · Juan Benavidez                 | Racing Club San Lorenzo                      | 22 22    | 30       |
| 1954               | Ángel Berni · Norberto Conde · José Borello        | San Lorenzo Vélez Sársfield Boca Juniors     | 19 19 19 | 30 30 30 |
| 1955               | Oscar Massei                                       | Rosario Central                              | 21       | 30       |
| 1956               | Juan Alberto Castro · Ernesto Grillo               | Rosario Central Independiente                | 17 17    | 30 30    |
| 1957               | Roberto Zárate                                     | River Plate                                  | 22       | 30       |
| 1958               | José Sanfilippo                                    | San Lorenzo                                  | 28       | 30       |
| 1959               | José Sanfilippo                                    | San Lorenzo                                  | 31       | 30       |
| 1960               | José Sanfilippo                                    | San Lorenzo                                  | 34       | 30       |
| 1961               | José Sanfilippo                                    | San Lorenzo                                  | 26       | 30       |
| 1962               | Luis Artime                                        | River Plate                                  | 28       | 25       |
| 1963               | Luis Artime                                        | River Plate                                  | 26       | 25       |
| 1964               | Héctor Rodolfo Veira                               | San Lorenzo                                  | 17       | 30       |
| 1965               | Juan Carlos Carone                                 | Vélez Sársfield                              | 19       | 34       |
| 1966               | Luis Artime                                        | Independiente                                | 23       | 38       |
| 1967 Metropolitano | Bernardo Acosta                                    | Lanús                                        | 18       | 22       |
| 1967 Nacional      | Luis Artime                                        | Independiente                                | 11       | 15       |
| 1968 Metropolitano | Alfredo Obberti                                    | Los Andes                                    | 13       | 22       |
| 1968 Nacional      | Omar Wehbe                                         | Vélez Sársfield                              | 13       | 17       |
| 1969 Metropolitano | Wálter Machado                                     | Racing Club                                  | 14       | 23       |
| 1969 Nacional      | Rodolfo Fischer · Carlos Bulla                     | San Lorenzo Platense                         | 14 14    | 19 17    |
| 1970 Metropolitano | Oscar Más                                          | River Plate                                  | 16       | 20       |
| 1970 Nacional      | Carlos Bianchi                                     | Vélez Sársfield                              | 18       | 20       |
| 1971 Metropolitano | Carlos Bianchi                                     | Vélez Sársfield                              | 36       | 36       |
| 1971 Nacional      | Alfredo Obberti · José Artemio Luñiz               | Newell's Old Boys Juventud Antoniana         | 10 10    | 15 15    |
| 1972 Metropolitano | Miguel Ángel Brindisi                              | Huracán                                      | 21       | 34       |
| 1972 Nacional      | Carlos Manuel Morete                               | River Plate                                  | 14       | 15       |
| 1973 Metropolitano | Oscar Más · Hugo Curioni · Ignacio Peña            | River Plate Boca Juniors Estudiantes         | 17 17 17 | 32 32 32 |
| 1973 Nacional      | Juan Gómez Voglino                                 | Atlanta                                      | 18       | 16       |
| 1974 Metropolitano | Carlos Manuel Morete                               | River Plate                                  | 18       | 18       |
| 1974 Nacional      | Mario Kempes                                       | Rosario Central                              | 25       | 25       |
| 1975 Metropolitano | Héctor Horacio Scotta                              | San Lorenzo                                  | 28       | 38       |
| 1975 Nacional      | Héctor Horacio Scotta                              | San Lorenzo                                  | 32       | 23       |
| 1976 Metropolitano | Mario Kempes                                       | Rosario Central                              | 21       | 33       |
| 1976 Nacional      | Norberto Eresumo · Luis Ludueña · Víctor Marchetti | San Lorenzo (MdP) Talleres Unión de Santa Fe | 12 12 12 | 20 22 21 |
| 1977 Metropolitano | Carlos Álvarez                                     | Argentinos Juniors                           | 27       | 44       |
| 1977 Nacional      | Alfredo Letanú                                     | Estudiantes                                  | 13       | 16       |
| 1978 Metropolitano | Diego Maradona · Luis Andreucci                    | Argentinos Juniors Quilmes                   | 22 22    | 40 40    |
| 1978 Nacional      | José Omar Reinaldi                                 | Talleres                                     | 18       | 18       |
| 1979 Metropolitano | Diego Maradona · Sergio Fortunato                  | Argentinos Juniors Estudiantes               | 14 14    | 19       |
| 1979 Nacional      | Diego Maradona                                     | Argentinos Juniors                           | 12       | 14       |
| 1980 Metropolitano | Diego Maradona                                     | Argentinos Juniors                           | 25       | 38       |
| 1980 Nacional      | Diego Maradona                                     | Argentinos Juniors                           | 17       | 18       |
| 1981 Metropolitano | Raúl Chaparro                                      | Instituto                                    | 20       | 34       |
| 1981 Nacional      | Carlos Bianchi                                     | Vélez Sársfield                              | 15       | 20       |
| 1982 Nacional      | Miguel Ángel Juárez                                | Ferro Carril Oeste                           | 22       | 22       |
| 1982 Metropolitano | Carlos Manuel Morete                               | Independiente                                | 20       | 36       |
| 1983 Nacional      | Armando Husillos                                   | Loma Negra                                   | 11       | 14       |
| 1983 Metropolitano | Víctor Ramos                                       | Newell's Old Boys                            | 30       | 38       |
| 1984 Nacional      | Pedro Pablo Pasculli                               | Argentinos Juniors                           | 9        | 10       |
| 1984 Metropolitano | Enzo Francescoli                                   | River Plate                                  | 24       | 36       |
| 1985 Nacional      | Jorge Comas                                        | Vélez Sársfield                              | 12       | 15       |
| 1985–1986          | Enzo Francescoli                                   | River Plate                                  | 25       | 36       |
| 1986–1987          | Omar Palma                                         | Rosario Central                              | 20       | 38       |
| 1987–1988          | José Luis Rodríguez                                | Deportivo Español                            | 18       | 38       |
| 1988–1989          | Oscar Dertycia · Néstor Raúl Gorosito              | Argentinos Juniors San Lorenzo               | 20 20    | 38 38    |
| 1989–1990          | Ariel Cozzoni                                      | Newell's Old Boys                            | 23       | 38       |
| 1990–1991          | Esteban González                                   | Vélez Sársfield                              | 18       | 38       |
| 1991 Apertura      | Ramón Díaz                                         | River Plate                                  | 14       | 17       |
| 1992 Clausura      | Darío Scotto · Diego Latorre                       | Platense Boca Juniors                        | 9 9      | 16 19    |
| 1992 Apertura      | Alberto Acosta                                     | San Lorenzo                                  | 12       | 19       |
| 1993 Clausura      | Rubén Da Silva                                     | River Plate                                  | 13       | 18       |
| 1993 Apertura      | Sergio Martínez                                    | Boca Juniors                                 | 12       | 19       |
| 1994 Clausura      | Marcelo Espina · Hernán Crespo                     | Platense River Plate                         | 11 11    | 18 19    |
| 1994 Apertura      | Enzo Francescoli                                   | River Plate                                  | 12       | 16       |
| 1995 Clausura      | José Oscar Flores                                  | Vélez Sársfield                              | 14       | 17       |
| 1995 Apertura      | José Luis Calderón                                 | Estudiantes                                  | 13       | 18       |
| 1996 Clausura      | Ariel López                                        | Lanús                                        | 13       | 18       |
| 1996 Apertura      | Gustavo Reggi                                      | Ferro Carril Oeste                           | 11       | 17       |
| 1997 Clausura      | Sergio Martínez                                    | Boca Juniors                                 | 15       | 15       |
| 1997 Apertura      | Rubén Da Silva                                     | Rosario Central                              | 15       | 17       |
| 1998 Clausura      | Roberto Sosa                                       | Gimnasia de La Plata                         | 16       | 19       |
| 1998 Apertura      | Martín Palermo                                     | Boca Juniors                                 | 20       | 19       |
| 1999 Clausura      | José Luis Calderón                                 | Independiente                                | 17       | 18       |
| 1999 Apertura      | Javier Saviola                                     | River Plate                                  | 15       | 18       |
| 2000 Clausura      | Esteban Fuertes                                    | Colón                                        | 17       | 18       |
| 2000 Apertura      | Juan Pablo Ángel                                   | River Plate                                  | 13       | 18       |
| 2001 Clausura      | Bernardo Daniel Romeo                              | San Lorenzo                                  | 15       | 16       |
| 2001 Apertura      | Martín Cardetti                                    | River Plate                                  | 17       | 19       |
| 2002 Clausura      | Fernando Cavenaghi                                 | River Plate                                  | 15       | 19       |
| 2002 Apertura      | Néstor Andrés Silvera                              | Independiente                                | 16       | 19       |
| 2003 Clausura      | Luciano Figueroa                                   | Rosario Central                              | 17       | 19       |
| 2003 Apertura      | Ernesto Farías                                     | Estudiantes                                  | 12       | 16       |
| 2004 Clausura      | Rolando Zárate                                     | Vélez Sársfield                              | 13       | 17       |
| 2004 Apertura      | Lisandro López                                     | Racing Club                                  | 12       | 19       |
| 2005 Clausura      | Mariano Pavone                                     | Estudiantes                                  | 16       | 19       |
| 2005 Apertura      | Javier Cámpora                                     | Tiro Federal                                 | 13       | 19       |
| 2006 Clausura      | Gonzalo Vargas                                     | Gimnasia de La Plata                         | 12       | 18       |
| 2006 Apertura      | Mauro Zárate · Rodrigo Palacio                     | Vélez Sársfield Boca Juniors                 | 12       | 19 20    |
| 2007 Clausura      | Martín Palermo                                     | Boca Juniors                                 | 11       | 16       |
| 2007 Apertura      | Germán Denis                                       | Independiente                                | 18       | 19       |
| 2008 Clausura      | Darío Cvitanich                                    | Banfield                                     | 13       | 16       |
| 2008 Apertura      | José Sand                                          | Lanús                                        | 15       | 19       |
| 2009 Clausura      | José Sand                                          | Lanús                                        | 13       | 19       |
| 2009 Apertura      | Santiago Silva                                     | Banfield                                     | 14       | 12       |
| 2010 Clausura      | Mauro Boselli                                      | Estudiantes                                  | 13       | 14       |
| 2010 Apertura      | Santiago Silva · Denis Stracqualursi               | Vélez Sársfield Tigre                        | 11 11    | 19 19    |
| 2011 Clausura      | Javier Cámpora · Teófilo Gutiérrez                 | Huracán Racing Club                          | 11 11    | 19 16    |